# CYP20A1
CYP20A1‏ (Cytochrome P450 family 20 subfamily A member 1) هوَ بروتين يُشَفر بواسطة جين CYP20A1 في الإنسان.